# Nesta Webster

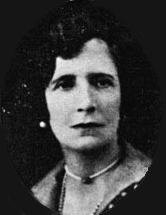
Nesta Webster (1927)

Nesta Helen Webster (* 24. August 1876; † 16. Mai 1960) war eine britische Verschwörungstheoretikerin, Frauenrechtlerin, Faschistin und Antisemitin.

## Leben
Webster wurde als jüngstes von 14 Kindern des Bankiers Robert Cooper Lee Bevan und dessen zweiter Frau, Emma Francis Shuttleworth, in Trent Park, Cockfosters, geboren. Ihre Mutter war Mitglied der Plymouth Brethren und erzog ihre Kinder streng religiös. Spielzeuge und Süßigkeiten etwa waren verboten. Nach dem Tod des Vaters 1890 übersiedelte ihre Mutter mit ihr nach Cannes. In ihrer Autobiographie berichtet Webster von einem Interesse an übersinnlichen Erscheinungen, das sie in dieser Zeit entwickelt habe. 1893 kehrte sie nach England zurück und besuchte in den folgenden vier Jahren am Westfield College in Hampstead Kurse in Altphilologie, Psychologie, Ethik und Anglistik. Einen Abschluss machte sie aus gesundheitlichen Gründen nicht. Über ihren wohlhabenden Vater ökonomisch unabhängig, unternahm sie ausgiebige Reisen nach Ostasien, Burma und Indien, wo sie im Jahr 1904 den 1866 geborenen Polizeiinspektor Arthur Webster heiratete. Die beiden hatten zwei Kinder, Rosalind und Marjorie, und lebten am Cadogan Place im Londoner Bezirk Chelsea.
Auf einer weiteren Reise durch die Schweiz hatte Webster im Winter 1910 ein mystisches Erlebnis: Sie glaubte fortan, die Inkarnation einer Comtesse zur Zeit der Französischen Revolution zu sein, deren Familie unter dem Terror der Jakobiner zu leiden hatte. Seitdem vertrat sie deutlich monarchistische und gegenaufklärerische Positionen, wie es ihrer Ansicht nach auch die französische Gräfin ihrer Phantasie getan hätte. Nach England zurückgekehrt, begann sie historische Romane zu schreiben, deren zweiter, The Chevalier de Boufflers. A romance of the French Revolution (1916) positiv rezensiert wurde und fünfzehn Auflagen erlebte.
1914 veröffentlichte sie den Roman Sheep Track, der die damals geringen gesellschaftlichen Entfaltungsmöglichkeiten von Frauen zum Thema hatte. Sie setzte sich für vermehrte Frauenbildung ein und korrespondierte mit der Frauenrechtlerin Marie Stopes. Ein Frauenwahlrecht lehnte Webster aus Sorge, ungebildete Frauen würden sozialistische Parteien wählen, aber ab.
Webster vertiefte sich in die wissenschaftliche Literatur und die Quellen zur Französischen Revolution. Ergebnis dieser Bemühungen 1919 war ihr erstes verschwörungstheoretisches Werk: The French Revolution: A Study in Democracy. Hier verbreitete sie die These, die Ereignisse von 1789 bis 1794 seien keineswegs das Ergebnis der Wirtschaftskrise, der schlechten Regierung Ludwigs XVI. und des dadurch provozierten Volkszorns, sondern einer Intrige Preußens, des Hauses D’Orléans und der „illuminierten Freimaurerei“ gewesen. Damit war gemeint, dass der deutsche Geheimbund der Illuminaten, der seit 1786 verboten war, die gesamte französische Freimaurerei unterwandert hätte – eine Auffassung, die seit den Veröffentlichungen von John Robison und Augustin Barruel 1798 weit verbreitet war. Webster betonte, sie sei die erste, die diese Zusammenhänge aufgedeckt hätte. Im Anhang behauptete sie, auch die Oktoberrevolution wäre von denselben Ideen inspiriert. Als neue Verschwörergruppe nannte sie hierbei den „internationalen Juden“.
Das Buch wurde kontrovers rezipiert. In der Folge wurde Webster zu einer gefragten Autorin in verschiedenen rechtsextremen Zeitschriften; die Beiträge erschienen 1920 unter dem Titel The Cause for World Unrest in Buchform. Darin stützte sich Webster auf die Protokolle der Weisen von Zion, eine Anfang des 20. Jahrhunderts veröffentlichte antisemitische und auf Fälschungen basierende Schrift, welche eine jüdische Weltverschwörung belegen soll.
In den folgenden Jahren publizierte Webster drei weitere geschichtsrevisionistische Werke: Das antikommunistische World Revolution: The Plot against Civilisation, Secret Societies and Subversive Movements, das ihre Grundgedanken zusammenfasste, und schließlich The Surrender of an Empire.
Webster engagierte sich in mehreren rechtsgerichteten Organisationen und Parteien, darunter die Anti-Socialist Union, The Britons und die Conservative Party. 1926 trat sie den British Fascisti bei und wurde so etwas wie deren Chefideologin. Sie stieg rasch bis in deren Führungsgremium auf, verließ die Partei 1927 aber wieder, um ein eigenes Projekt zu gründen: einen patriotischen Untersuchungsdienst, der mit geheimdienstlichen Mitteln sozialistische Aktivitäten überwachen sollte. 1930 wurde das Projekt wieder eingestellt.
In den 1930er Jahren rückte sie von ihren bisherigen antideutschen Positionen ab und engagierte sie sich in der NS-freundlichen Organisation The Link und in Oswald Mosleys British Union of Fascists. Wiederholt äußerte sie ihre Sympathien für das NS-Regime in Deutschland und für den italienischen Faschismus Benito Mussolinis. 1938 begrüßte sie das Münchner Abkommen und trat für eine Freundschaft zwischen Großbritannien und Deutschland ein, doch nach dem Hitler-Stalin-Pakt distanzierte sie sich von einer Annäherung an das Deutsche Reich. Ab dem Beginn des Zweiten Weltkriegs waren deutschfreundliche und faschistische Bestrebungen in Großbritannien verboten. In ihren letzten Jahren arbeitete sie an einer Neuauflage von World Revolution: The Plot against Civilisation, in die sie die Machtausweitung des Sowjetkommunismus ab 1945 einarbeitete. Nesta Webster starb 1960 in ihrem Haus in London, das Buch erschien 1971 posthum.

## Werk
Websters Werke haben zumeist subversive Kräfte zum Thema, die den Plan verfolgen würden, die bestehende Weltordnung zu zersetzen und umzustürzen. Der Glaube an das Bestehen solcher Kräfte nahm bei Webster paranoide Züge an. Sie neigte dazu, überall Agenten einer Weltverschwörung zu sehen, weshalb sie ihre Haustür stets mit einem geladenen Revolver in der Hand zu öffnen pflegte. Am ausgeprägtesten kam ihre Paranoia in ihrem 1924 erschienenen Werk Secret societies and subversive movements zum Ausdruck, das sechs Printauflagen erlebte. Darin versuchte sie, eine gewaltige Weltverschwörung nachzuweisen, die seit Beginn der Zeitrechnung konspiriert und die ganze Welt unterwandert habe. Alle Bewegungen und Strömungen, die seitdem den Lehren des wahren (gemeint ist: des trinitarischen) Christentums widersprochen hätten, seien es Juden, Gnostiker, Drusen, Freidenker oder Sozialisten, identifiziert Webster ausnahmslos als Freimaurer und damit als Teile einer einzigen satanistischen bzw. antichristlichen Verschwörung.
In ihrem 1924 erschienenen Werk Secret Societies and Subversive Movements listet sie fünf Verschwörergruppen auf: die illuminatische Freimaurerei, die Theosophie, den Pangermanismus, die internationale Finanz und den Sozialismus. Alle würden unter starkem jüdischen Einfluss stehen. Als Beweis druckte Webster die Protokolle im Anhang ab, von denen sie behauptete, sie stammten aus einem „internationalen Kreis von Weltrevolutionären, die im Einklang mit den Illuminaten arbeiten“.
Im Mittelpunkt von Websters Verschwörungstheorien stand ihre ausgesprochene Feindschaft gegen „die Juden“, denen sie vorwarf, der Antichrist zu sein und absichtlich dem Satan in seinen Bestrebungen dienstbar zu sein, das Christentum zu unterminieren. Dabei stützte sie sich erneut auf die Protokolle der Weisen von Zion sowie auf das Ideologem vom angeblich jüdischen Bolschewismus. Die Verknüpfung der beiden Hauptstränge verschwörungstheoretischen Spekulierens, des anti-illuminatischen und des antisemitischen Zweiges, die im 20. Jahrhundert einflussreich werden sollte (z. B. bei Gary Allen), geht im Wesentlichen auf Webster zurück.
Weitere Bücher von ihr waren The Need for Fascism in Great Britain, The Origin and Progress of the World Revolution, Germany and England, wo sie Adolf Hitler dafür lobt, die jüdische Weltverschwörung aufgehalten zu haben, sowie der 1949 erschienene erste Band ihrer Autobiographie Spacious days. Für den zweiten Band Crowded Hours fand sich 1955 kein Verleger, das Manuskript gilt als verschollen.

## Rezeption
Websters erstes Buch über die Französische Revolution wurde nicht rezensiert, was sie in dem Glauben bestärkte, dass die darin beschriebenen dunklen Mächte weiterhin am Werk wären. Doch bald wurden ihre Verschwörungstheorien von den Zeitgenossen kontrovers diskutiert. Bertrand Russell und H.G. Wells kritisierten sie scharf, Winston Churchill stimmte ihr in einem Zeitungsartikel von 1920 dagegen zu.
Nach dem Krieg war sie als Faschistin desavouiert und ihre Werke wurden nur noch von amerikanischen Konspirationisten wie dem Ku Klux Klan, der John Birch Society oder der Milizbewegung rezipiert. Seit einigen Jahren sind ihre Verschwörungstheorien vermehrt im Internet zu finden. Auch der deutsche Verschwörungstheoretiker Jan Udo Holey stützt sich auf Websters Thesen.
Wissenschaftlich gilt als ungeklärt, ob Websters Glaube an Verschwörungstheorien im prämillenaristischen Glauben ihrer Kindheit mit seiner scharfen Trennung zwischen Gut und Böse wurzelt oder in ihrem gleichfalls früh nachweisbaren Interesse an okkulten Themen.